# 喬伊·曼蒂亞

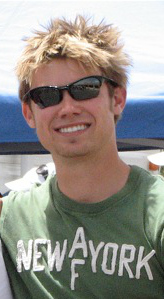
乔伊·曼蒂亚，2007年

喬伊·曼蒂亞（英語：Joey Mantia，1986年2月7日—），美國速度滑冰運動員，他代表美國隊參加了中國舉行的2022年冬季奧林匹克運動會，並且在男子團體追逐比賽上獲得銅牌。